# Volbeat
Volbeat est un groupe de hard rock danois, originaire de Copenhague. Formé en 2001, le groupe mêle rock 'n' roll, heavy metal et rockabilly. Cela provient de leurs influences rock classique comme Elvis Presley ou Johnny Cash, mais aussi de groupes plus contemporains comme Metallica ou AC/DC.
Le groupe se compose actuellement des guitaristes Michael Poulsen et Rob Caggiano, du batteur Jon Larsen et du bassiste Kaspar Boye Larsen. Le groupe est signé au label néerlandais Mascot Records, et compte huit albums studio ainsi qu'un DVD. Tous leurs albums studio sont certifiés disques d'or au Danemark et le quatrième, Beyond Hell/Above Heaven, qui a reçu une critique positive unanime à l’international, est aussi disque d'or en Suède. Le sixième album de Volbeat, intitulé Seal the Deal and Let's Boogie est publié à l'international le 3 juin 2016.

## Biographie

### Débuts (2001–2004)
Sa première apparition se fait sous le nom de Dominus avec une étiquette death metal en 1991. L'avant-dernier album Vol.beat, publié en 1997, donne naissance au futur nom du groupe. Le chanteur Michael Poulsen, n'étant plus en phase avec cette musique et ce type de scène, décide de changer le style du groupe en 2000 et c'est ce choix qui lance définitivement sa carrière. Avec un millier de copies vendues en 2003 pour sa première démo, Meat The Beat, il signe chez Rebel Monster Records, un sous-label de Mascot Records.

### The Strength/The Sound/The Songs(2005–2006)

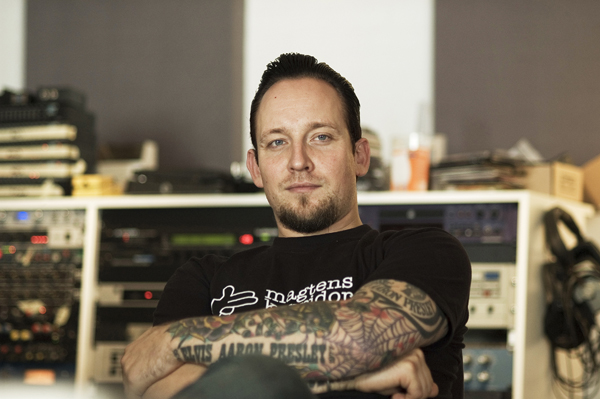
Michael Poulsen, chanteur et cofondateur de Volbeat, en 2009.

Volbeat publie son premier album, The Strength/The Sound/The Songs en 2005. Le groupe se compose alors de Michael Poulsen au chant, Franz « Hellboss » Gottschalk à la guitare, Jon Larsen à la batterie et d’Anders Kjølholm à la basse. L'album est un immense succès national au Danemark et atteint la 18e place des hit-parades. 
Les critiques sont globalement positives, comme en témoigne la note de 9.5/10 donnée par le magazine de hard rock allemand Rock Hard. L'album est aussi récompensé de nombreuses fois, dont « Meilleur Album » dans la catégorie « Métal Danois » en 2005. Le groupe est par ailleurs salué pour ses performances sur scène, ce qui leur vaudra un 6/6 par le journal danois BT pour son concert au Roskilde Festival en 2006.

### Rock the Rebel / Metal the Devil(2007)
Le groupe sort son deuxième album Rock the Rebel/Metal the Devil en 2007 et le disque commence no 1 du Top 40 danois des ventes de CD. Volbeat est de nouveau présent au Roskilde Festival la même année, puis fait la première partie de Metallica aux côtés de Mnemic lors d'un concert le 13 juillet au Danemark.
De la même façon, Megadeth leur permet de faire des concerts en Finlande, dans leur ville d'origine à Copenhague, et de faire des apparitions dans des festivals de 2008. Franz « Hellboss » Gottschalk, parti après l'enregistrement du second album, est remplacé par Thomas Bredahl à la guitare.

### Guitar Gangsters and Cadillac Blood(2008–2009)

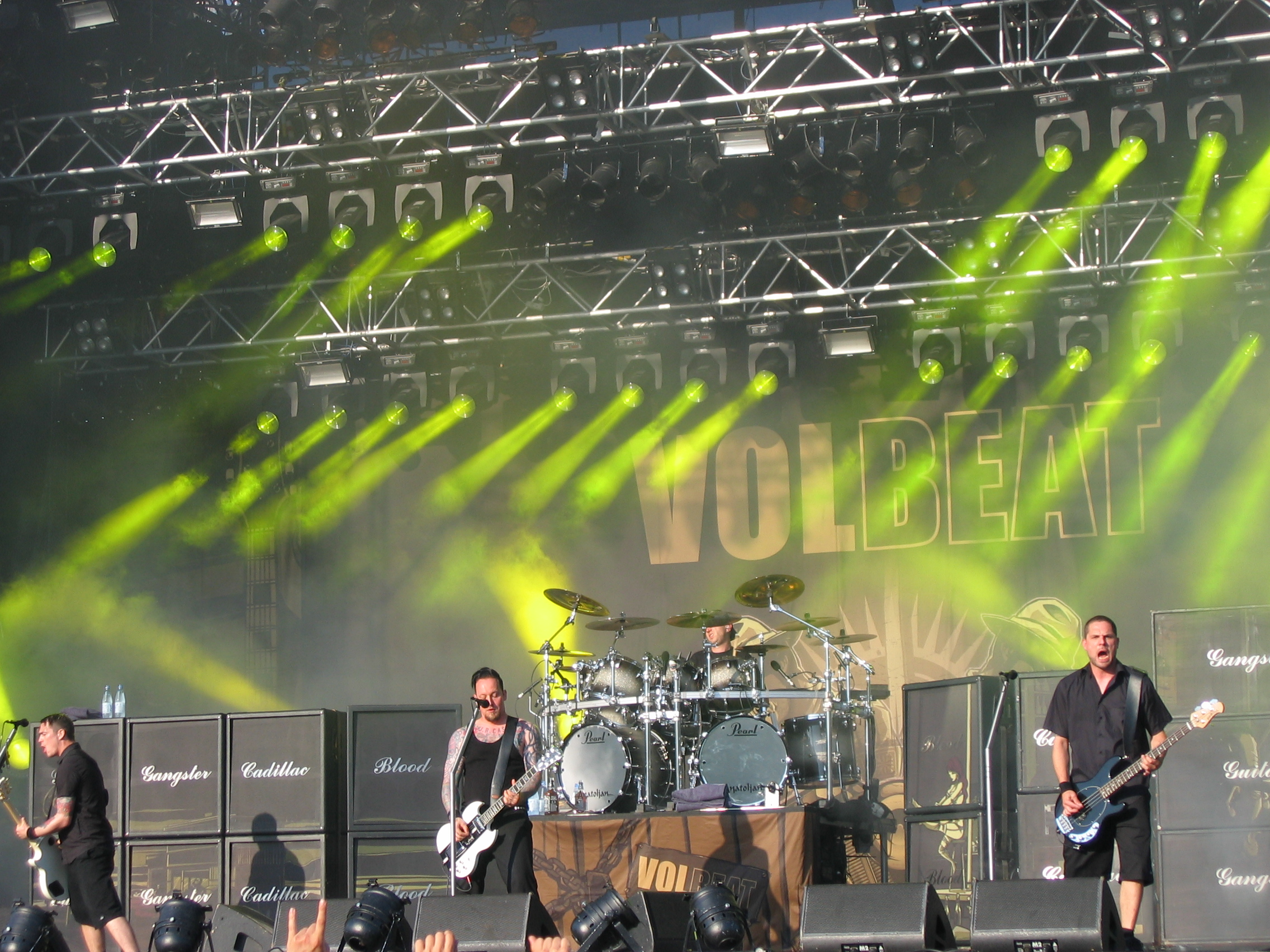
Volbeat au Tuska Open Air 2009.

En 2008, Volbeat sort son troisième album Guitar Gangsters and Cadillac Blood. Il est classé premier des ventes d'albums dès sa sortie dans les hit-parades finlandais. En mai 2009, Volbeat suit le groupe Nightwish lors de leur tournée américaine. Le 31 mai, ils font l'affiche du Pinkpop Festival et font de nouveau la première partie de Metallica lors de leur tournée nord-américaine du World Magnetic Tour d'octobre à décembre 2009. Le groupe joue aussi cette même année au plus grand festival ouvert d'Europe (400 000 à 500 000 fans chaque année), le Przystanek Woodstock en Pologne.

### Beyond Hell/Above Heaven(2010–2012)

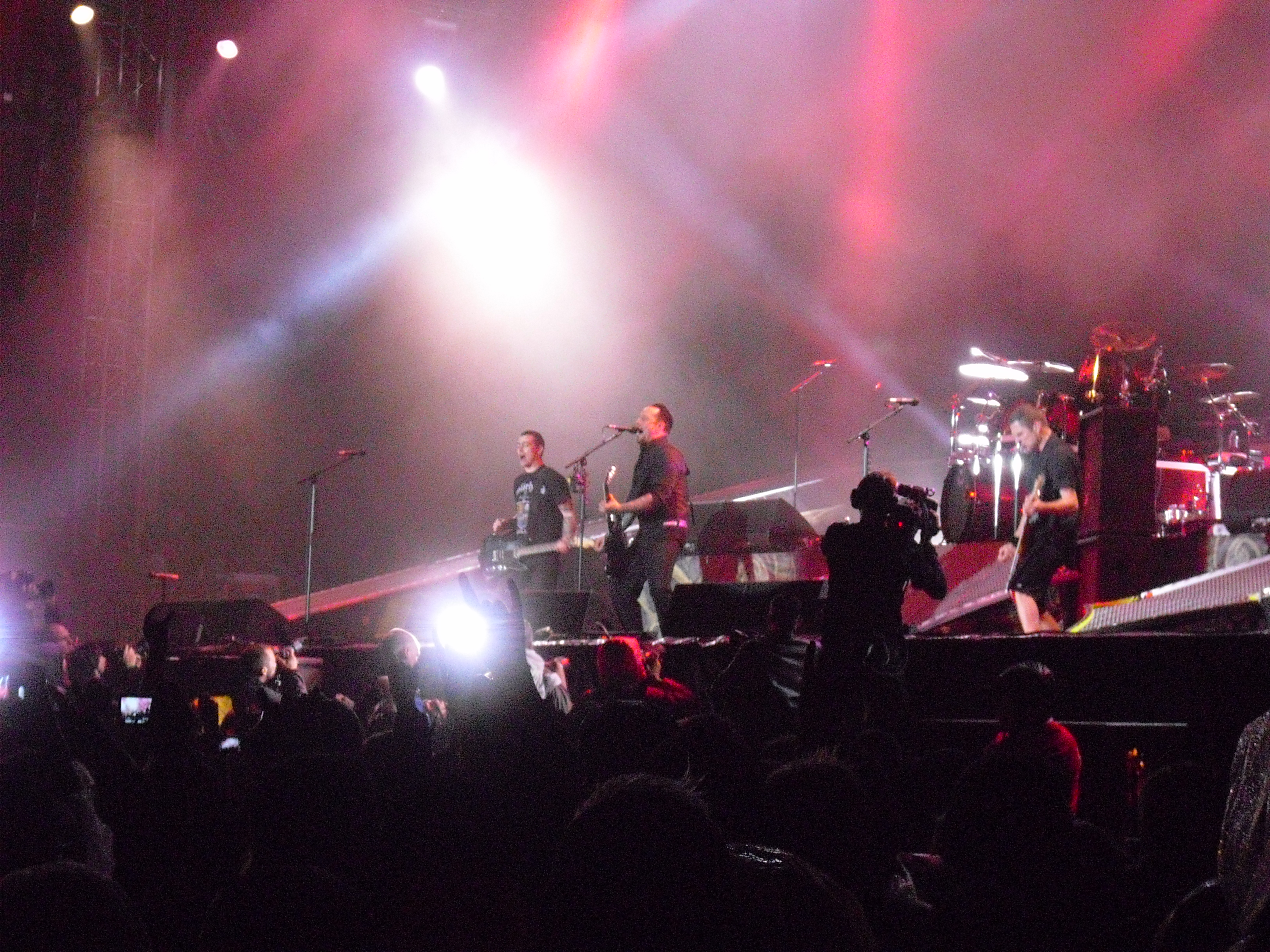
Volbeat au Metaltown Festival 2011.

Le 25 janvier 2010, Volbeat confirme sa présence au Download Festival en juin, ainsi que celle au Sonisphere Festival, en Suisse accompagnant le Big Four of Thrash. Le 28 janvier, Volbeat signe avec Primary Wave Talent Manager, qui les représente en Amérique du Nord faisant allusion à des futurs plans de tournée américaine. 
Le 30 mars, le groupe annonce qu'il sera de nouveau aux côtés de Metallica pour la tournée européenne à partir du 11 mai à Belfast et en Irlande du Nord. Le groupe déclare par ailleurs qu'il fera une tournée pour l'album nommée Beyond Hell/Above Heaven Live 2010. En outre, Thomas Bredahl rate la première partie de la tournée américaine du Beyond Hell/Above Heaven Tour pour des problèmes de visa avec le gouvernement américain qui seraient dus « à un incident impliquant un vol de tabouret dans un bar. Ce n'est pas un délinquant, mais pour le pays, c'est tout comme. ». Le 19 août 2010, Thomas a son autorisation de visa et rejoint le groupe à Chicago afin de continuer la tournée, remplacé entre-temps par Casper, le technicien batterie du groupe. Volbeat sort en septembre 2010 son quatrième album studio Beyond Hell/Above Heaven avec en guest stars : Mark « Barney » Greenway de Napalm Death, Michael Denner de Mercyful Fate et King Diamond, Miland « Mille » Petrozza de Kreator, Henrik Hall de Love shop à la guimbarde et Jakob Oelund de Taggy Tones à la contrebasse.
Le titre fait référence selon son chanteur Michael Poulsen « au thème général de l'album, et il continue l'histoire de Guitar Gangsters and Cadillac Blood ». Dans une interview accordée à EspyRock, il explique que le titre de l'album « est une façon de dire aux gens que nous n'appartenons ou ne croyons ni au paradis, ni à l'enfer. Que si nous allons en l'enfer, nous en ferons un paradis, et que si nous allons au paradis, nous en ferons un enfer. Le paradis et l'enfer sont des choses que nous créons dans nos esprits et nos démons personnels s'en nourrissent. ». Il raconte ensuite « que les chansons ont des tempos rapides, lents et medium. C'est un mélange de styles, de punk, de rock'n'roll, de rockabilly, de metal, de heavy metal, de thrash metal et de country. C'est très ouvert, mais ça reste de la musique ! Nous sommes très excités par sa sortie, ça va être vraiment très, très cool. »
En 2011, Volbeat commence le Grand Summer Tour en Amérique du Nord par New York le 23 mars et s'achève à Anaheim les 3 et 4 septembre, puis continue en Europe du 22 octobre, à Dublin, au 17 novembre, au Luxembourg. La tournée européenne a pour première partie, le groupe Clutch. Le 12 septembre 2011, le groupe annonce la sortie d'un DVD live pour le 25 novembre. Et quelques jours après, il s'ensuit la publication d'une tournée pour 2012, le Gigantour, aux côtés de Megadeth, Motörhead et Lacuna Coil. Le 28 novembre, le groupe annonce sur son site le départ de Thomas Bredahl, Hank Shermann de Mercyful Fate le remplace sur le Gigantour 2012.

### Outlaw Gentlemen and Shady Ladies(2013–2015)
Après environ deux années de tournées, Volbeat annonce début décembre 2012 que le groupe retourne au Danemark pour y enregistrer de nouveaux morceaux pour le futur album à venir avant de reprendre la route pour quelques dates en Scandinavie. Le groupe annonce en janvier 2013 que Rob Caggiano (Anthrax, The Damned Things) rejoint Jacob Hansen à la production du cinquième album, dont le nom sera Outlaw Gentlemen and Shady Ladies. Quinze jours plus tard, un communiqué sur le site officialise l'intégration de Rob Caggiano en tant que second guitariste de Volbeat et fixe la date de sortie du nouvel opus au 8 avril 2013. Le premier single de celui-ci est Cape of our Hero, dont la publication s'est faite le 13 mars.

### Seal the Deal and Let's Boogie(depuis 2016)
Début avril 2016, le groupe annonce la sortie de son sixième album studio, Seal the Deal and Let's Boogie, pour le 3 juin sur le label Republic Records. Jacob Hansen en est une nouvelle fois le producteur. Il est également précisé que leur ami Kaspar Boye Larsen accompagnera la formation pendant leur tournée américaine, dont deux dates au Coachella Festival. Le premier single à en être issu, The Devil's Bleeding Crown, est diffusé en parallèle de l'annonce. Kaspar Boye Larsen est annoncé comme nouveau bassiste du groupe le 13 mai 2016. Le groupe prépare ensuite une tournée au Royaume-Uni en 2016 avec Alter Bridge, Gojira, et Like a Storm. Le 14 décembre 2018, ils publient le live Let's Boogie! Live from Telia Parken, performance enregistrée à guichets fermés le 26 août 2017 au Parken Stadium de Copenhague.

## Distinctions
- The Strength/The Sound/The Songs remporte le prix du « Meilleur premier album » des Music Awards du Metal Danois 2005[29]
- Volbeat remporte le « Steppeulven de l'Espoir » de l'année 2006[30].
- Volbeat remporte le prix du « Meilleur concert pour un groupe » lors des Music Awards du metal danois 2006, désigné par le vote des fans.
- Rock the Rebel/Metal the Devil remporte le prix du « Meilleur album » des Music Awards du metal danois 2007.
- Volbeat remporte le Prix de la radio danoise par les auditeurs de P3 à la P3 Guld-show[31].

## Membres

### Membres actuels
- Michael Poulsen – chant, guitare rythmique (depuis 2001)
- Jon Larsen – batterie, percussions (depuis 2001)
- Kaspar Boye Larsen – basse (depuis 2016)

### Anciens membres
- Teddy Vang – guitare (2001–2002)
- Anders Kjølholm – basse, chœurs (2001-2015)
- Franz « Hellboss » Gottschalk – guitare, chœur (2002–2006)
- Thomas Bredahl – guitare, chœur (2006-2011)
- Rob Caggiano – guitare solo (2013-2023)

### Membre de tournée
- Hank Shermann – guitare (2012)
- Flemming C. Lund – guitare solo (depuis 2023)

## Discographie

### Albums studio
- 2005 : The Strength/The Sound/The Songs
- 2007 : Rock the Rebel/Metal the Devil
- 2008 : Guitar Gangsters and Cadillac Blood
- 2010 : Beyond Hell/Above Heaven
- 2013 : Outlaw Gentlemen and Shady Ladies
- 2016 : Seal the Deal and Let's Boogie
- 2019 : Rewind, Replay, Rebound
- 2021 : Servant of the Mind
- 2025 : God of Angels Trust